# Biel (powiat siedlecki)
Biel – wieś w Polsce położona w województwie mazowieckim, w powiecie siedleckim, w gminie Siedlce. Leży 10 km na wschód od Siedlec.
Wierni Kościoła rzymskokatolickiego należą do parafii św. Mikołaja w Pruszynie.
W latach 1975–1998 miejscowość należała administracyjnie do województwa siedleckiego.